# Туристско-оздоровительный комплекс им. А. В. Мокроусова
Туристско-оздоровительный комплекс им. А. В. Мокроусова — одна из крупнейших турбаз города Севастополь. Находится в парковой зоне Учкуевка (Северная сторона). Названа в честь известного революционера Алексея Васильевича Мокроусова (1887—1959). Построена в 1963 году, в 2000 году произведён косметический ремонт. Общая площадь — 11 гектаров. Расстояние до моря — 50—200 метров. Может разместить до 544 отдыхающих. Проживание в 4-х этажном корпусе и в 2-х этажных деревянных летних домиках.
На первом этаже корпуса находится столовая (4 зала, 400 мест). Рядом — административный корпус.

## Инфраструктура

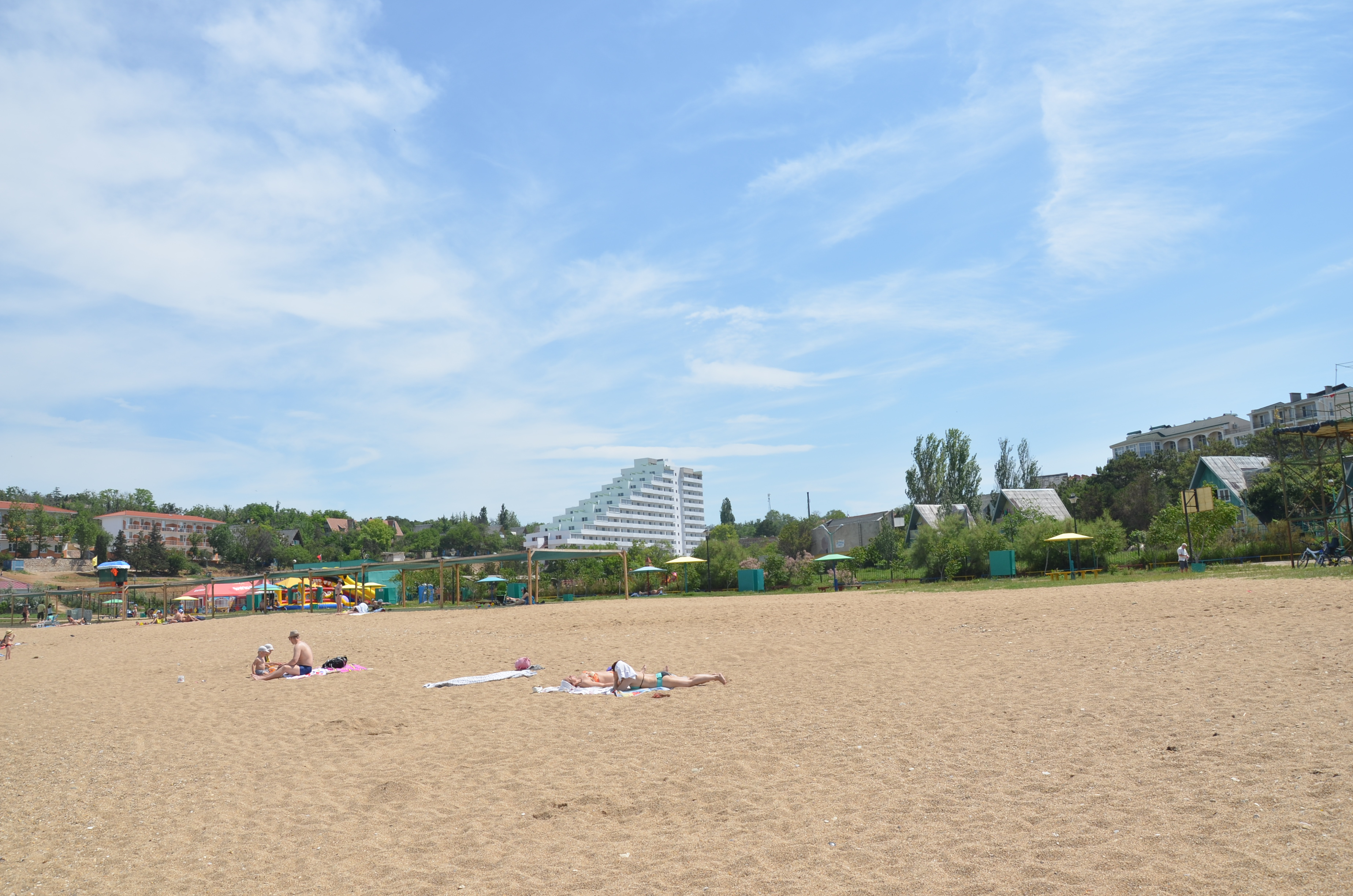
Пляж турбазы Мокроусова

- пляж (песчаный, 1,5 га);
- бары, кафе;
- спортивная и детская площадки;
- летний кинотеатр;
- библиотека;
- дайвинг-центр;
- экскурсии;
- автостоянка;
- рынок;